# Список умерших в 1164 году

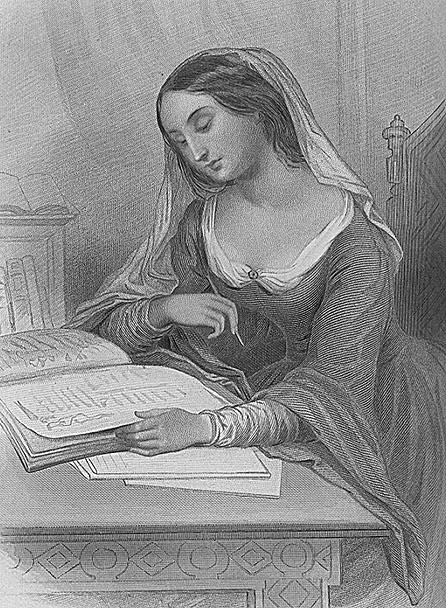
Элоиза

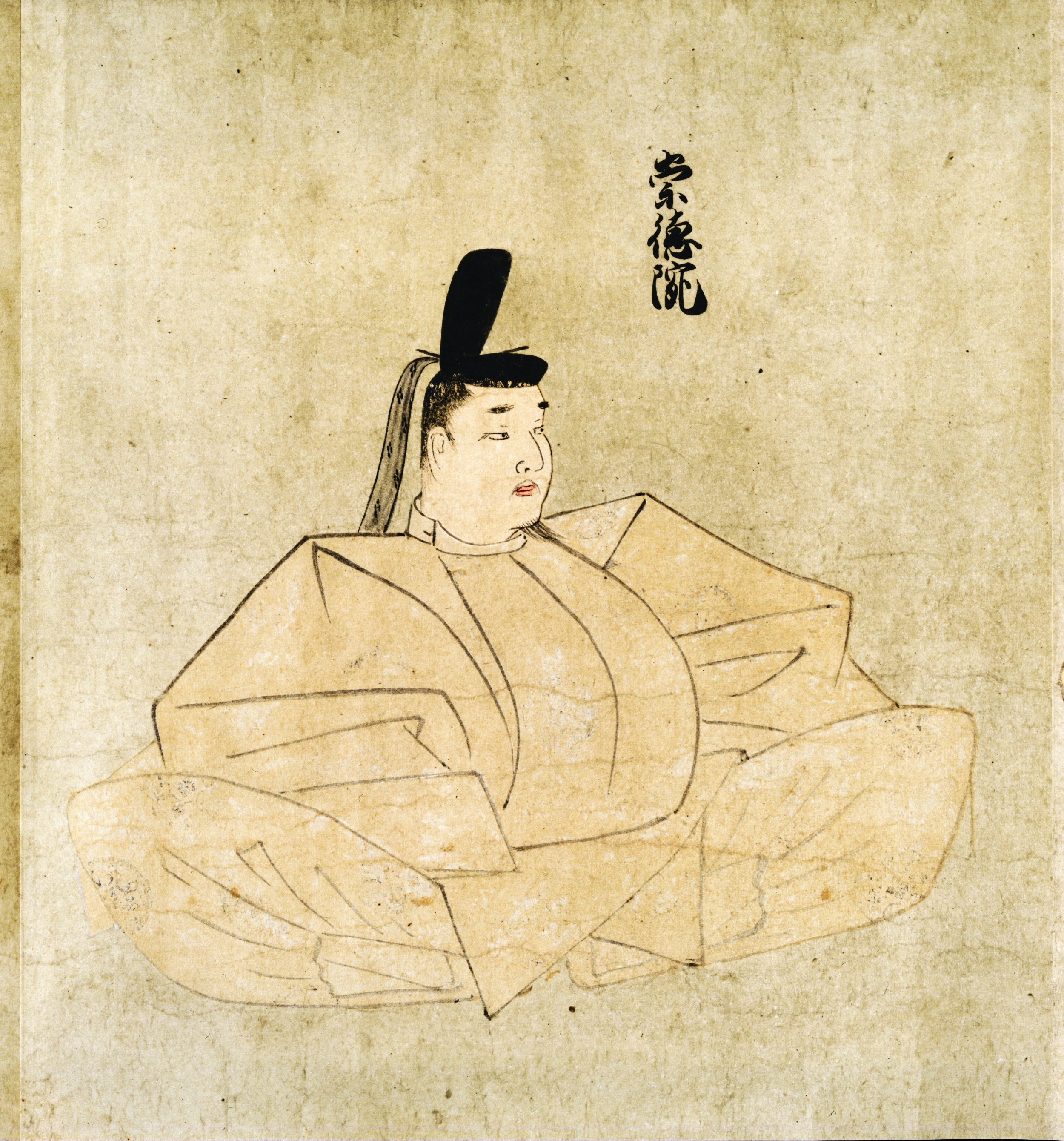
Император Сутоку

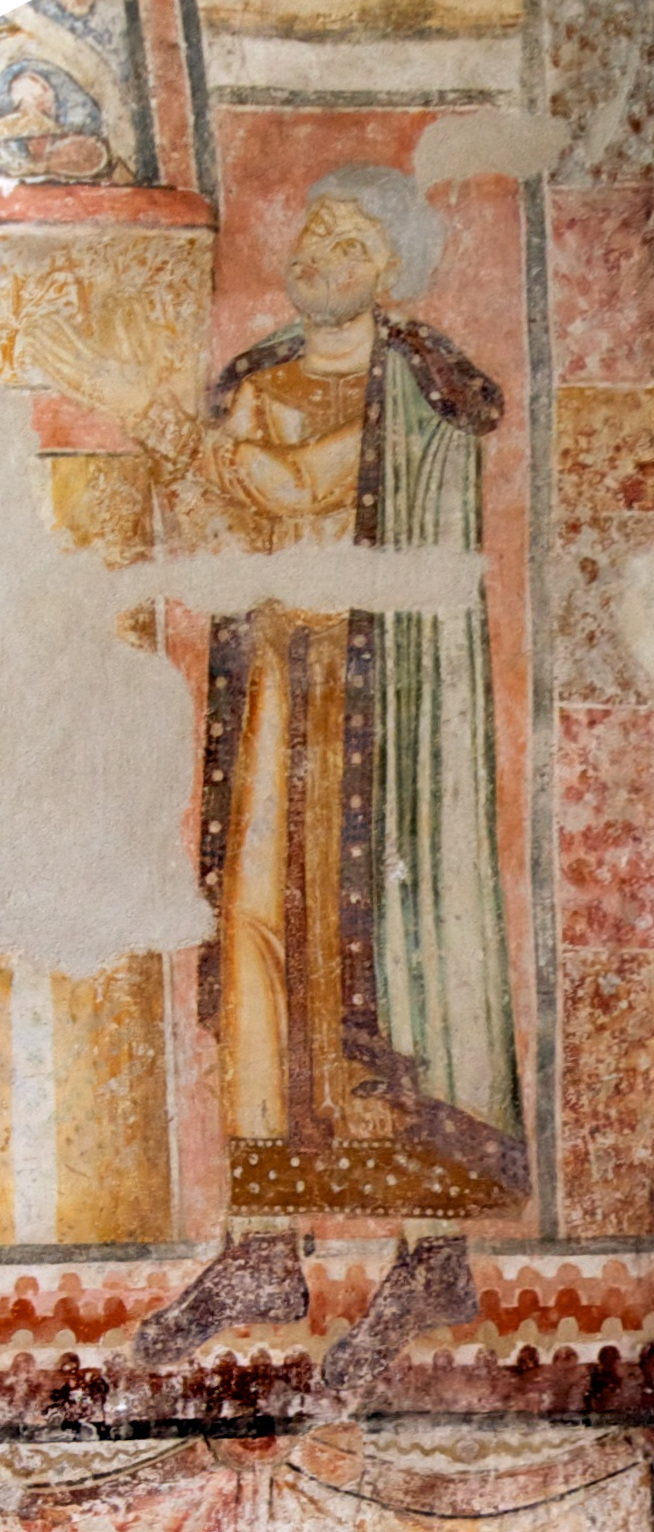
Отакар III

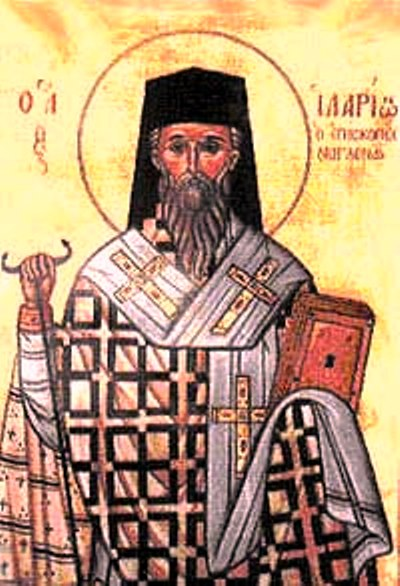
Иларион Могленский

В этой статье представлен список известных людей, умерших в 1164 году.
См. также: Категория:Умершие в 1164 году

## Январь
- 30 января — Гильом Анжуйский — граф Пуатье (1153—1156), виконт Дьепа.

## Февраль
- 15 февраля — Святослав Ольгович — князь новгородский (1136—1138, 1139—1141), князь курский (1138—1139, 1149), князь стародубский и белгородский (1141—1146), князь новгород-северский (1146—1157), князь черниговский (1157—1164)

## Март
- 1 марта — Пётр[нем.] — архиепископ Тира
- 13 марта — Фудзивара но Тадамичи[англ.] — японский политический деятель, имперский советник кампаку (1121—1123, 1129—1141, 1150—1158), имперский регент сэссё (1123—1129, 1141—1150), дайдзё-дайдзин (1129, 1149—1150)

## Апрель
- 20 апреля — Виктор IV II — антипапа (1159—1164)

## Май
- 16 мая — Элоиза — возлюбленная, тайная супруга и ученица Абеляра, писательница.
- 19 мая — Святой Башнун (авва Шенуфа) — святой мученик египетской (коптской) христианской церкви, сожжён на костре, отказавшись принять ислам[1].

## Июнь
- 18 июня — Елисавета Шёнаусская — немецкая монахиня, святая римско-католической церкви[2].

## Июль
- 6 июля — Адольф II — граф Гольштейна (1130—1137, 1142—1164), граф Шауэнбург (1130—1164), основатель Любека.
- 9 июля — Манрике Перес де Лара — кастильский аристократ, родоначальник семьи Манрике де Лара, регент Кастилии (1158—1164).

## Август
- 22 августа — Хартвиг II фон Ортенбург[нем.] — епископ Регенсбурга (1155—1164)

## Сентябрь
- 4 сентября — Генрих II фон Леез[англ.] — князь-епископ Льежа (1145—1164)
- 14 сентября — Император Сутоку — император Японии (1123—1142)
- 18 сентября — Жиффар, Уолтер, 2-й граф Бекингем — граф Бекингем (1102—1164).

## Октябрь
- 21 октября — Иларион Могленский — епископ болгарского города Моглен, борец с богомилами, святой православной церкви[3].
- Джулио — Кардинал-епископ Палестрины (1158—1164).

## Ноябрь
- 11 ноября — Хью III Амьенский[фр.] — первый аббат Рединга (1123—1130), архиепископ Руана (1129—1164)

## Декабрь
- 31 декабря — Отакар III — маркграф Штирии (1129—1164)

## Дата неизвестна или требует уточнения
- Вартислав — князь бодричей (1160—1164). Казнён.
- Генрих фон Бадевиде граф Гольштейна (1137—1142), первый граф Ратцебурга (1143—1164)
- Герберт Селкирский[англ.] — лорд-канцлер Шотландии (1126—1143), епископ Глазго (1147—1164).
- Ги II Бризбар — сеньор Бейрута.
- Госфред III — граф Руссильона (1113—1164)
- Гульельмо IV[итал.] — архиепископ Турина (1162—1164).
- Дирхам ибн Амир — визирь Фатимидского халифата (1163—1164).
- Каффаро Ди Рустико да Кашифеллоне — государственным деятель, дипломат, адмирал и историк Генуэзской республики.
- Лев (Лео) Сен-Бертенский — настоятель монастыря Сен-Бертен с 1138 года, привёзший из Иерусалима чашу с кровью Христа, святой римско-католической церкви[4].
- Одиерна — графиня Триполи, регент графства.
- Сомерлед — гэло-норвежский полководец, основатель и первый правитель (1156—1164) королевства Островов (1156—1164), король Мэна (1158—1164). Погиб в битве при Ренфру.
- Тайлапа III[англ.] — правитель из династии Восточных Чалукья из Венги (1151—1164)
- Хартманн[нем.] — епископ Биксена (1140—1164) святой римско-католической церкви[5].
- Эберхард Зальцбургский[англ.] — архиепископ Зальцбурга (1147—1164), святой римско-католической церкви[6].
- Этьен II де Пентьевр — граф де Пентьевр (ок. 1154—1164).
- Ягибасан бен Мелик Гази — правитель Сиваса (1142/43—1164).